# Coccophagus clavatus
Coccophagus clavatus is een vliesvleugelig insect uit de familie Aphelinidae. De wetenschappelijke naam is voor het eerst geldig gepubliceerd in 1982 door Husain & Agarwal.